# Королевский дворец в Пномпене

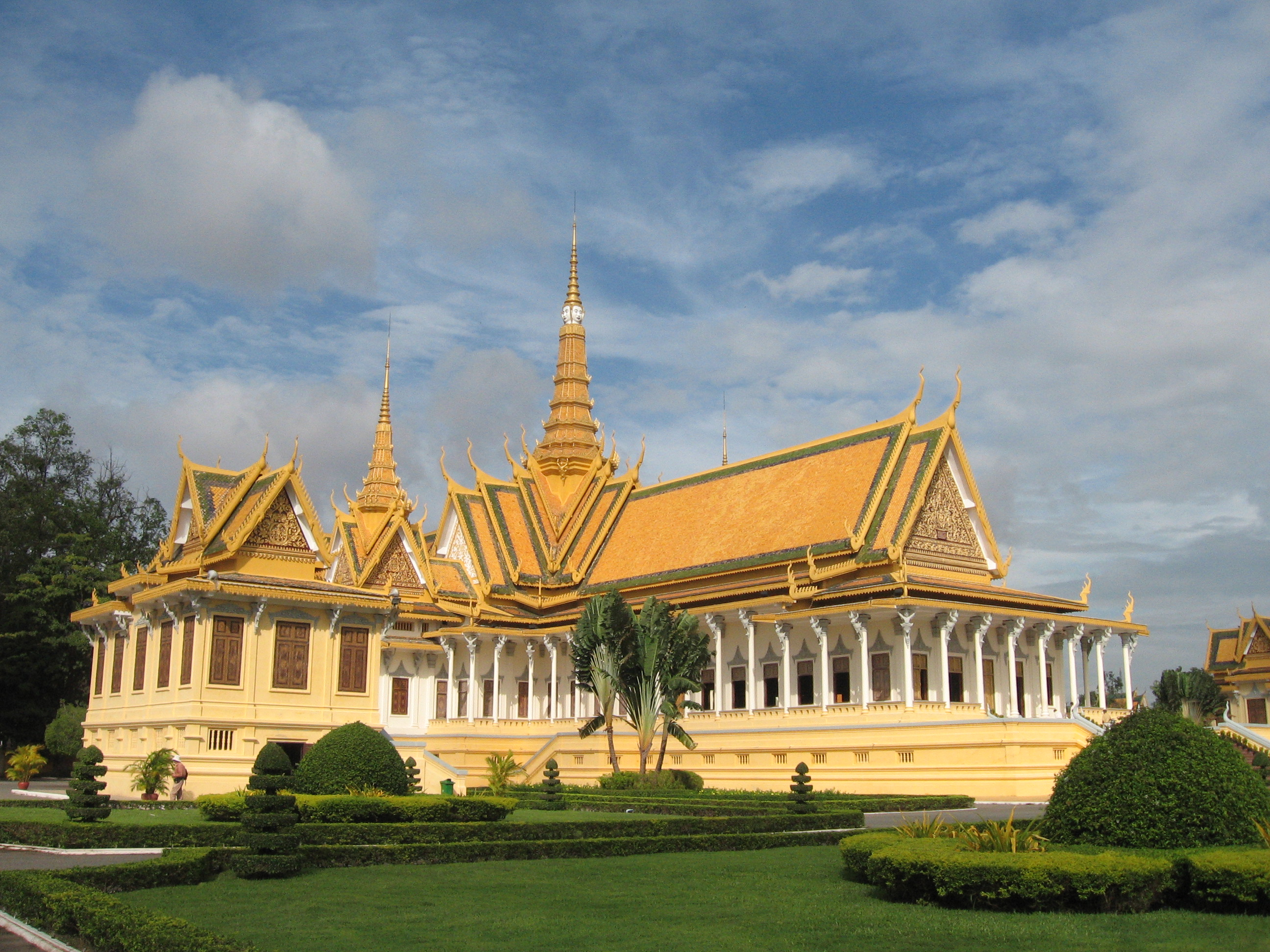
Тронный зал королевского дворца

Королевский дворец в Пномпене (кхмер. ព្រះបរមរាជាវាំងនៃព្រះរាជាណាចក្រកម្ពុជា, Preah Barum Reachea Veang Nei Preah Reacheanachak Kampuchea) — комплекс зданий в Пномпене, столице Камбоджи, резиденция королей Камбоджи, которые живут здесь с момента постройки дворца в 1860 годах, за исключения времени правления режима красных кхмеров.
Дворец был построен на месте крепости Бантеай Кев на западном берегу реки Тонлесап в месте впадения в реку Меконг. В 1865 году король Нородом I перенес столицу из Удонга в Пномпень.